# Islas de los Príncipes
Las islas de los Príncipes o Adalar son un distrito de Estambul, Turquía, en el mar de Mármara. Están compuestas por nueve islas, siendo la más grande Büyükada (antigua Prinkipos). Tienen una población total de 14.072 habitantes (2008).
Las otras ocho islas son Heybeliada, Burgazada, Kınalıada, Sedef, Yassıada, la Isla Tavşan, la Isla Kaşık,  y Sivriada. Las cuatro últimas carecen de asentamiento humano permanente.

## Historia
Durante el período bizantino, príncipes y otros miembros de la realeza eran exiliados a estas islas, dándoles así su nombre actual. Durante el siglo XIX las islas se convirtieron en un centro de riqueza para Estambul.
De la época victoriana aún se conservan casitas de campo en la más grande de las islas Príncipe. 
En la actualidad, las islas son un popular destino turístico para una excursión de un día, vía ferry, desde Estambul. Los vehículos motorizados están prohibidos en la mayor parte de las islas. Los visitantes exploran las islas a pie, en bicicleta, en carruajes tirados por caballos, o a lomos de burros. 
Un convento en Büyükada fue el lugar de exilio de las emperatrices bizantinas Irene, Eufrosine, Zoe y Ana Dalaseno.
León Trotski estuvo exiliado algún tiempo en Büyükada.